# Projet de développement du système de santé
 (novembre 2016).
Si vous disposez d'ouvrages ou d'articles de référence ou si vous connaissez des sites web de qualité traitant du thème abordé ici, merci de compléter l'article en donnant les références utiles à sa vérifiabilité et en les liant à la section « Notes et références ».
« UG PDSS » redirige ici. Pour les autres significations, voir UG PDSS.
Le Projet de développement du système de santé (PDSS), est un projet du Gouvernement de la République démocratique du Congo (RDC) pour la santé publique créée en 2015. il dépend directement du [Département d'étude et Planification] du ministère de la Santé publique et son siège se situe à Kinshasa en République démocratique du Congo, sur la commune de Gombe.
L'objectif plus général, à la réalisation duquel ce projet compte contribuer, consiste à accroître l'efficience et l'efficacité du système de santé afin d'améliorer les résultats en matière de développement humain.

## Composantes
Les activités du projet sont réparties entre les trois composantes reprises ci-dessous.
Composante 1 : Améliorer l’utilisation et la qualité des services de santé dans les centres de santé par le financement basé sur les résultats. Cette composante a pour but accroître le volume des services de santé et d’en améliorer la qualité, en se penchant particulièrement sur la santé maternelle et infantile, en appliquant le FBR dans les zones de santé cibles.
Composante 2 : Améliorer la gouvernance, accompagnement et renforcement des services de l’administration de la santé par le financement sur les résultats. Cette composante a pour but la mise en place des cadres de performance à tous les échelons de la pyramide sanitaire plus particulièrement les DPS, les ECZS et les CDR.
Composante 3 : Renforcer la performance du système de santé – financement, politique de santé, et capacité de surveillance. Cette composante a pour rôle de soutenir les composantes 1 et 2 par le renforcement des capacités institutionnelles et l’assistance technique dans divers domaines du renforcement du système de santé.